# GP Manavgat
Il GP Manavgat è una corsa in linea maschile di ciclismo su strada che si disputa attorno a Manavgat nella provincia di Adalia, in Turchia, nel mese di febbraio. Fa parte del circuito UCI Europe Tour come prova di classe 1.2.

## Albo d'oro
Aggiornato all'edizione 2021.
| Anno | Vincitore          | Secondo            | Terzo        |
| ---- | ------------------ | ------------------ | ------------ |
| 2020 | Branislaŭ Samojlaŭ | Anatolij Budjak    | Onur Balkan  |
| 2021 | Mohd Harrif Saleh  | Alan Banaszek      | Andrij Kulyk |
| 2022 | Mamyr Staš         | Mychajlo Kononenko | Iogan Shtein |